# كينيدي ماكيني
كينيدي ماكيني (بالإنجليزية: Kennedy McKinney)‏ (مواليد 10 يناير 1966) هو ملاكم أمريكي، مثّل بلاده في الألعاب الأولمبية الصيفية 1988 وحقق الميدالية الذهبية في فئة وزن البانتام.

## روابط خارجية
كينيدي ماكيني على موقع بوكس ريك (الإنجليزية) (registration required)
- كينيدي ماكيني على موقع أوليمبيديا (الإنجليزية)